# Новий Фольварк (Люблінське воєводство)
Новий Фольварк (пол. Nowy Folwark) — село в Польщі, у гміні Лісневичі Холмського повіту Люблінського воєводства.
Населення — 67 осіб (2011).
У 1975-1998 роках село належало до Холмського воєводства.

## Демографія
Демографічна структура станом на 31 березня 2011 року:
|          | Загалом | Допрацездатний вік | Працездатний вік | Постпрацездатний вік |
| -------- | ------- | ------------------ | ---------------- | -------------------- |
| Чоловіки | 41      | 10                 | 21               | 10                   |
| Жінки    | 26      | 4                  | 12               | 10                   |
| Разом    | 67      | 14                 | 33               | 20                   |